# Ouaguissi
Ouaguissi est une localité située dans le département de Samba de la province du Passoré dans la région Nord au Burkina Faso.

## Économie
L'agriculture est l'activité économique principale du village, notamment basée sur l'exploitation du bas-fond rizicole (cultivant du riz pluvial sur 20 ha extensibles à 60 ha) menée par le groupement Kintaaba des producteurs de riz du village constitué de 285 exploitants dont 194 femmes et 91 hommes,.

## Santé et éducation
Le centre de soins le plus proche de Ouaguissi est le centre de santé et de promotion sociale (CSPS) de Samba tandis que le centre médical avec antenne chirurgicale (CMA) de la province se trouve à Yako.